# Progress in Crystal Growth and Characterization of Materials
Progress in Crystal Growth and Characterization of Materials (abrégé en Prog. Cryst. Growth Charact. Mater.) est une revue scientifique trimestrielle à comité de lecture qui publie des articles de revue dans les domaines de la cristallisation et de la cristallogenèse.
D'après le Journal Citation Reports, le facteur d'impact de ce journal était de 3,872 en 2018. L'actuel directeur de publication est J. B. Mullin.

## Histoire
Au cours de son histoire, le journal a changé de nom :
- Progress in Crystal Growth and Characterization, 1977-1990  (ISSN 0146-3535)[3]
- Progress in Crystal Growth and Characterization of Materials, 1990-en cours  (ISSN 0960-8974)